# دی‌نیتروژن تتراکسید
دی‌نیتروژن تتراکسید (به انگلیسی: Dinitrogen tetroxide) با فرمول شیمیایی N2O4 یک ترکیب شیمیایی با شناسه پاب‌کم 25352 است. که جرم مولی آن 92.011 g/mol می‌باشد. شکل ظاهری این ترکیب، گاز بی‌رنگ/مایع نارنجی است.
که آن را میتوان از واکنش زیر سنتز کرد
N2+2O2=>N2O4
و یا میتوان آن را از اکسید کردن دی نیتروژن تری اکسید تهیه کرد
2N2O3+O2=>2N2O4